# Боби Чарлтън
Сър Робърт Чарлтън (на английски: Sir Robert Charlton), по-известен като Боби Чарлтън (на английски: Bobby Charlton) е бивш английски футболист, световен шампион с отбора на Англия през 1966 година, носител на Златната топка през същата година, както и на приза Футболист на годината в Англия. Лауреат на Ордена на Британската империя. 
Чарлтън е атакуващ полузащитник и нападател с отработен дрибъл, точен пас и резултатен далечен удар. Той е признат за един от най-великите футболисти на Англия за всички времена. По-голямата част от кариерата му преминава в „Манчестър Юнайтед“, на който е капитан. Чарлтън е един от малцината оцелели футболисти от отбора при самолетната катастрофа на летището в Мюнхен през 1958 г. С „Манчестър Юнайтед“ става шампион на Англия през сезоните 1964/1965 и 1966/1967 г. и европейски шампион през 1968 г. Той е дългогодишен рекорден голмайстор на Манчестър Юнайтед (1973–2017). Играл е за отбора общо в 758 мача, с което е на второ място по броя на мачовете за клуба. 
- Боби Чарлтън с екипа на Англия на световни първенства
- 1962 г., Чили
- Световен шампион 1966 г., Англия

След края на кариерата си като футболист става директор на клуба – длъжност, която заема в продължение на 39 години.
Умира на 21 октомври 2023 г. на 86-годишна възраст. Хиляди почитатели на клуба присъстват на погребалната процесия.